# Bandera de Cotopaxi
La conforman dos franjas iguales, una de color rojo superior y una azul inferior, en el centro el escudo provincial; esta bandera fue adoptada oficialmente en julio de 1972, cuando el Señor Carlos Egas Varea ejercía la Vicepresidencia del Consejo, encargado de la Presidencia.